# زوال الأنوثة والإذكار
زوال الأنوثة والإذكار هما عمليتان طبيعيتان يخضع لهما الجنين ليصبح ذكرًا.
كثيرًا ما قيل أنه أثناء عملية التمايز الجنسي في الثديات، تكون الأنثى هي مسار النمو "الافتراضي"، بمعنى أن القضاء على أي من إجراءات الجينات العديدة اللازمة لتشكيل الأعضاء التناسلية الذكرية يؤدي إلى تطور الأعضاء التناسلية الأنثوية الخارجية (رغم أن التطور الوظيفي للمبايض يتطلب إجراءات فاعلة من جانب العديد من الجينات محددة الجنس الأقل فهمًا). عمليتان: إزالة الأنوثة والإذكار تشتركان في إنتاج الشكل والسلوك النموذجيين اللذين يتميز بهما الذكر. ويؤدي تعطل أي من هاتين العمليتين لدى الذكور إلى التطور النموذجي الأنثوي. والعكس ليس صحيحًا، إذ لا يؤدي تعطل التطور الجنسي الطبيعي لدى الإناث في النهاية إلى التطور النموذجي للذكور.
وتنطوي عملية زوال الأنوثة على حظر تطور الشكل النموذجي عند الإناث (تطور قنوات مولر في قناتي فالوب والرحم والمهبل) والاستعداد السلوكي. بينما تنطوي عملية الإذكار على إنتاج الشكل النموذجي عند الذكور (تطور قنوات ولف في الهيكل التناسلي الذكري) والاستعداد السلوكي. وكلاً من زوال الأنوثة والإذكار عمليتان مطلوبتان لللاقحة الثديية حتى تصبح ذكرًا من الناحية الوظيفية التناسلية بالكامل.
ويمكن القول أن هناك نسخة مختصرة للنموذج الافتراضي الأنثوي على النحو التالي:
1. لا بد من وجود مجموعة من الإرشادات الجينية المحددة إضافة إلى سلسلة من أحداث التمييز بواسطة الهرمونات في نظام اللاقحة الثديية حتى تصبح ذكرًا من الناحية الوظيفية التناسلية بالكامل.
  1. ويجب أن تكون جينات منطقة تحديد الجنس (SRY) وجين عامل النسخ (SOX9) وجينات عامل الستيرويدي 1 (SF1) موجودة وفعالة.
  2. ويجب أن تشكل خلايا لايديغ في الغدد التناسلية.
  3. كما يجب أن تكون خلايا لايديغ قادرة على إنتاج التستوستيرون.
  4. ويجب أن تحتوي الخلايا المستهدفة على مستقبلات الهرمون للاستجابة لهرمون التستوستيرون. ويجب أن تحتوي الخلايا المستهدفة للأعضاء التناسلية الخارجية على إنزيم ألفا 5 المختزل الوظيفي لتحويل بعض هرمون التستوستيرون إلى ديهدروتستوستيرون الأكثر فعالية.
  5. هناك بعض الأدلة على وجوب تعرض الدماغ إلى الأندروجين والاستجابة له إما قبل الولادة أو في مرحلة مبكرة من الحياة لإنتاج سلوك التزاوج المميز. ويظهر ذلك بصورة جيدة في العديد من الأنواع الحيوانية ولكن لا يزال معظمها في حالة غير أكيدة فيما يتعلق بالبشر.
2. وبدرجة كبيرة، تبنى كل خطوة على الخطوة التي سبقتها. وإذا حدث خطأ في أي من الخطوات الأربعة الأولى، فسيتسبب مسار التطور اللاحق في تركيب وسلوك أنثوي.
3. ولم يُكتشف جين تنظيم مبيضي متنادد لجين منطقة تحديد الجنس. ويتعرض كلا الجنسين لهرمون الإستروجين الأمومي قبل الولادة. وحتى الآن لم تُكتشف أي هرمونات لازمة في الحياة المبكرة لإنتاج التطور الجنسي الأنثوي. ولا يبدو أن هرمون الإستروجين ضروريًا حتى سن البلوغ فيما يتعلق بأغراض التمايز.
  1. ويشمل أيضًا التطور الكامل لسمات الذكر الخبرة الشخصية في الحياة، التي تحدد الهوية الجنسية والأدوار المرتبطة بالجنس والتوجه الجنسي. ومع ذلك، هناك نقاش كبير حول التوازن بين الطبيعة والتنشئة في تحديد الجنس.

## معلومات تاريخية
يرجع تاريخ هذا النموذج إلى خمسينيات القرن العشرين. ورغم ما قيل عن صدور نسخ أقوى صدرت في ستينيات وسبعينيات القرن الماضي. وجاء في أحد الإصدارات الذي ربما كان الأكثر ارتباطًا بـجون موني، (الذي صاغه في مصطلح ''مبادئ آدم (Adam principle))، أن الخطوات الإضافية في تتبع الهوية الذكورية تتمثل في تعرُّف الأبوين والطبيب على أن العضو الجنسي الخارجي لذكر، مما يؤدي إلى تعيين جنس الذكر، الأمر الذي يؤدى بدوره إلى تربية جنس ذكر عن طريق الوالدين والمجتمع، وقد يؤدي هذا بدوره (مقرونًا بمظهر الأعضاء التناسلية الذكرية المعزز لهذه الهوية) إلى ظهور هوية جنس ذكوري. وعلى الأقل؛ يفهم ضمنًا، أن هوية الجنس الأنثوي لا تتطلب سوى جنسًا أنثويًا للتربية وعدم ظهور قضيب.
وفي سبعينيات القرن العشرين في ألمانيا، استقرأ جونتر دورنر فرضية التتبع لتشمل التأثير المباشر لهرمون التستوستيرون في الدماغ كشيء ضروري لهوية الجنس الذكوري وتوجه الجنس، مفترضًا أن تغيير الجنس أو المثلية الجنسية في الذكور البيولوجيين قد تنشأ من نقص قبل الولادة أو في وقت مبكر بعد الولادة بسبب تأثير التستوستيرون في الدماغ.